# グレゴリオ・デ・フェラーリ
グレゴリオ・デ・フェラーリ（Gregorio De Ferrari、1647年4月14日 - 1726年）はイタリアの画家である。バロック期のジェノヴァ派の一人である。

## 略歴
現在はリグーリア州のインペリアに統合された ポルト・マウリツィオ(Porto Maurizio)で生まれた。少年時代に法律を学ぶためにジェノヴァに移ったが、美術に転じ、1664年から1669年の間、ドメニコ・フィアセッラ(Domenico Fiasella: 1589-1669)の工房で学び、フィアセッラがモントッジョの教会(Chiesa di San Giovanni Decollato)の祭壇画を描いた時、助手として働いた。1669年から1673年の間、パルマに修行の旅に出て、コレッジョの描いた壁画や絵画を模写して修行した。
ジェノヴァに戻りドメニコ・ピオラ（Domenico Piola、1627-1703)のもとで働き、ピオラの娘と結婚した。ピオラとデ・フェラーリはピエトロ・ダ・コルトーナやコレッジョ、ジョヴァンニ・ベネデット・カスティリオーネ(通称、イル・グレケット)に影響を受けたスタイルで装飾画を描いた。ピオラとジェノヴァのコンソラツィオーネ教会(Chiesa della Consolazione)などの装飾画などを描いた。 
1694年からジェノヴァの船主の邸（Palazzo Gio Battista Centurione）の装飾画を描き、翌年はサヴォイア公、ヴィットーリオ・アメデーオ2世のトリノの宮殿の装飾画を描き、マルセイユでフランスの提督のために働いた。
1688年にジェノヴァに戻り、赤の宮殿の装飾画を描いた一人になった。宗教画や神話に題材をとった作品を描き、多くの教会などの装飾画を描いた。
息子の一人、ロレンツィオ・デ・フェラーリ(Lorenzo De Ferrari: 1680-1744)も画家になった。

## 作品

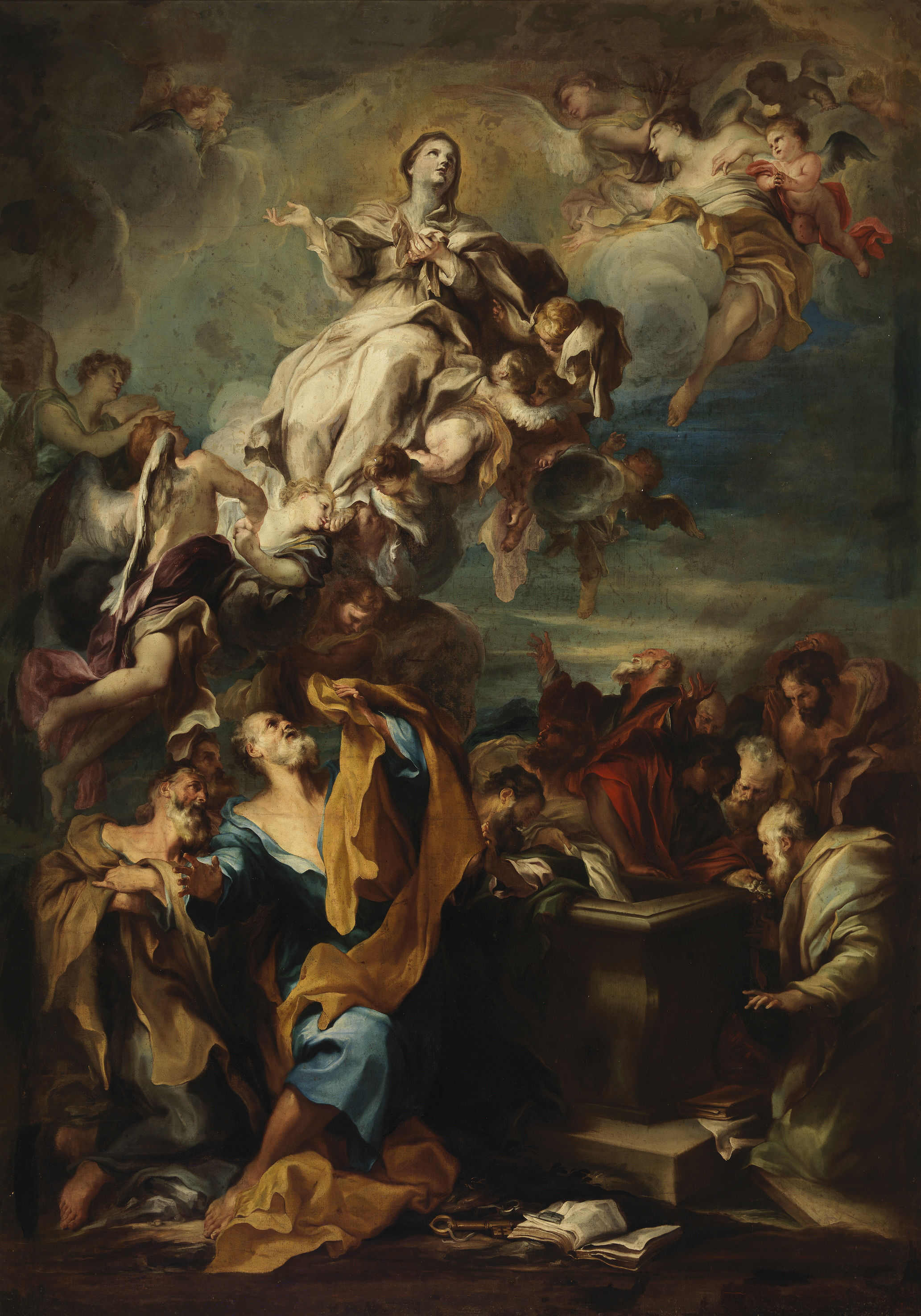
聖母被昇天(c.1700) プラド美術館 蔵
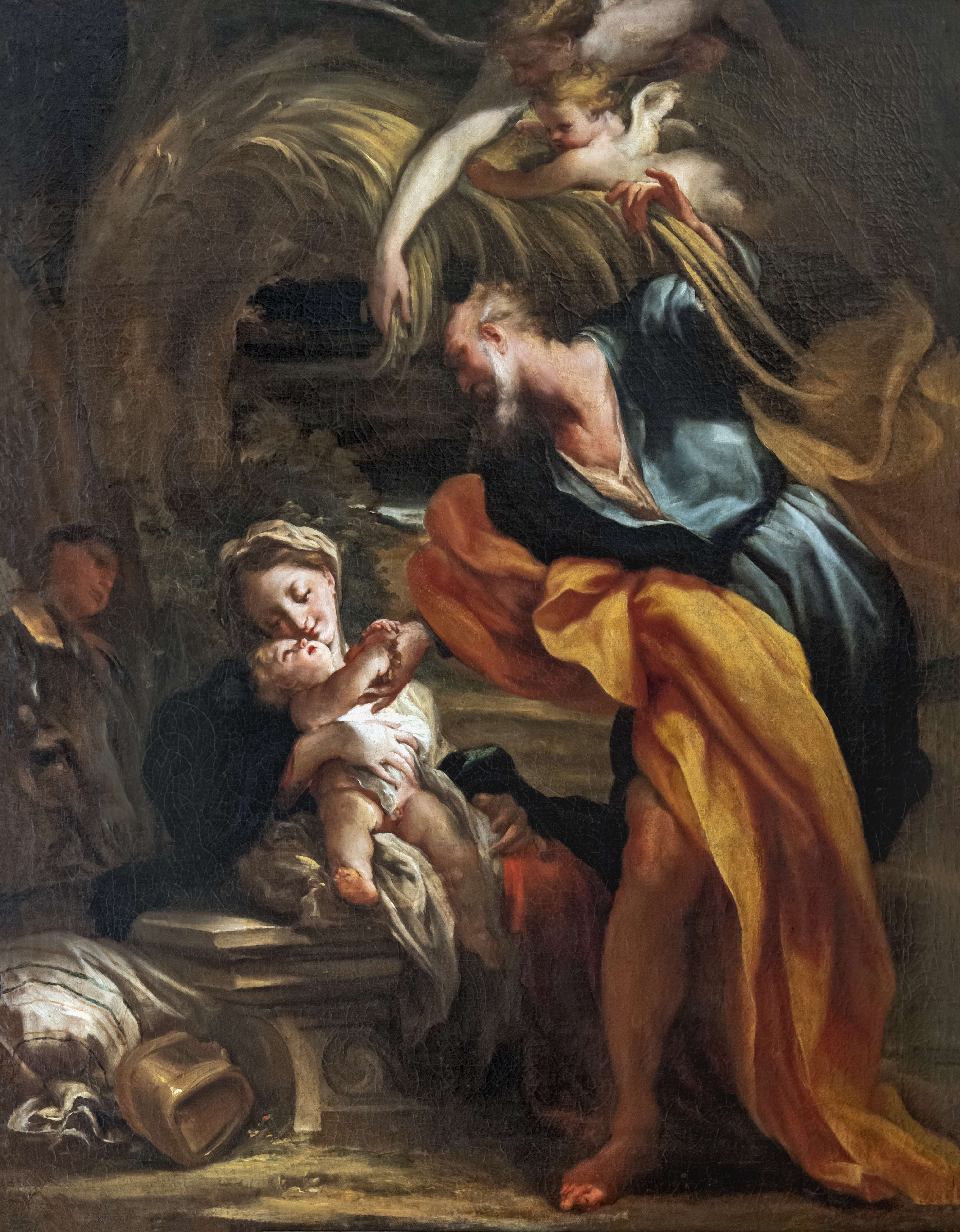
エジプトへの逃避途上の休息(c.1675) オルレアン美術館 蔵
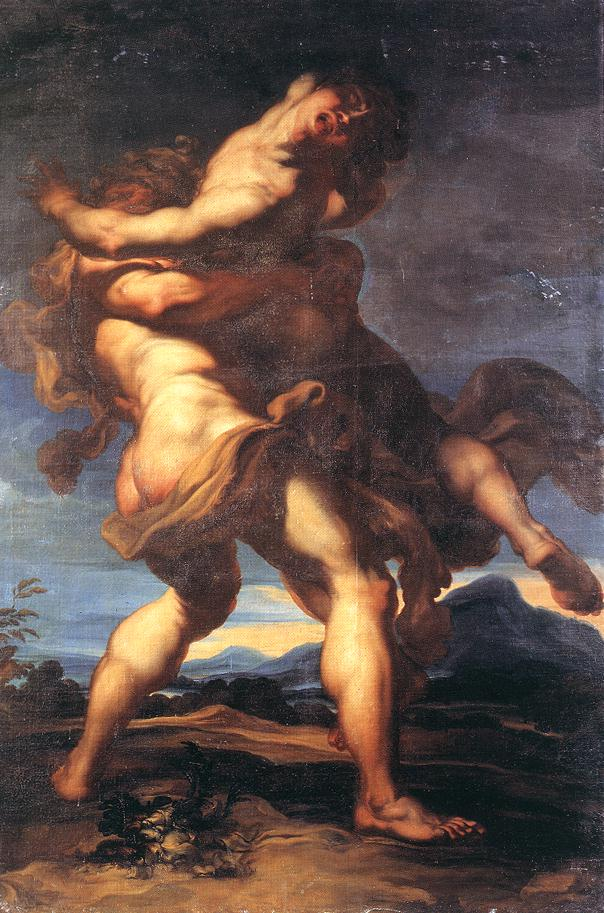
ヘーラクレースとアンタイオス Palazzo Cattaneo-Adorno
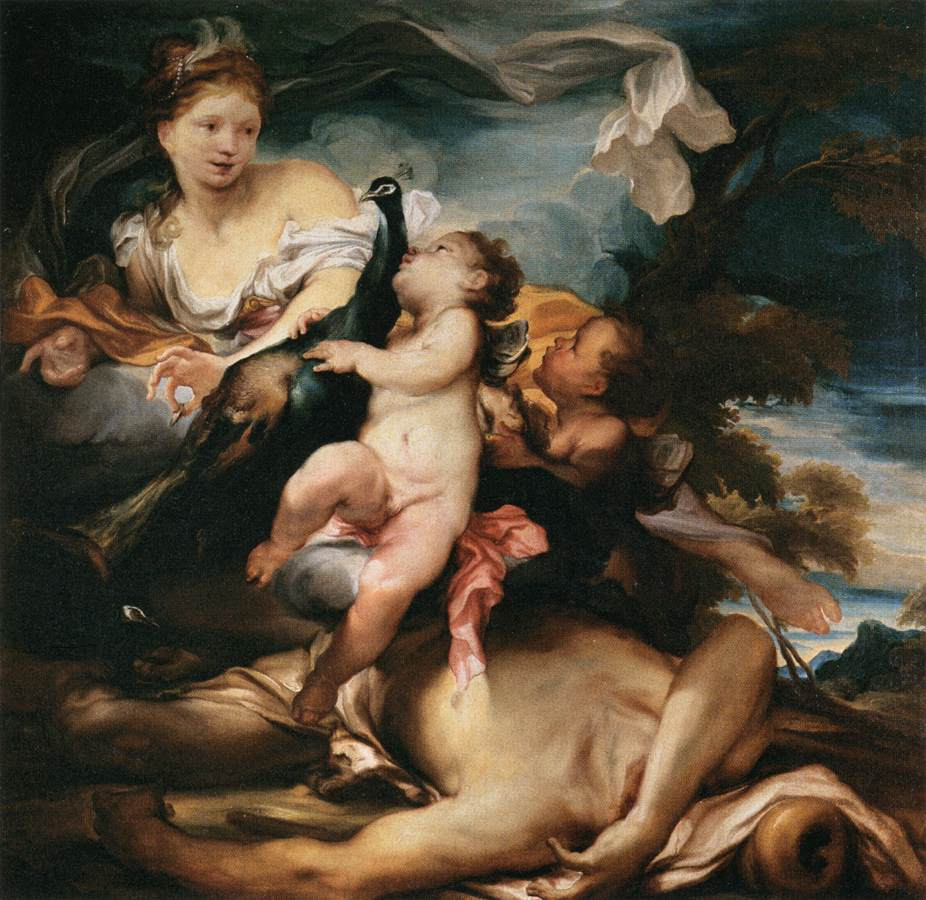
Juno and Argus(1685/1695) ルーブル美術館 蔵

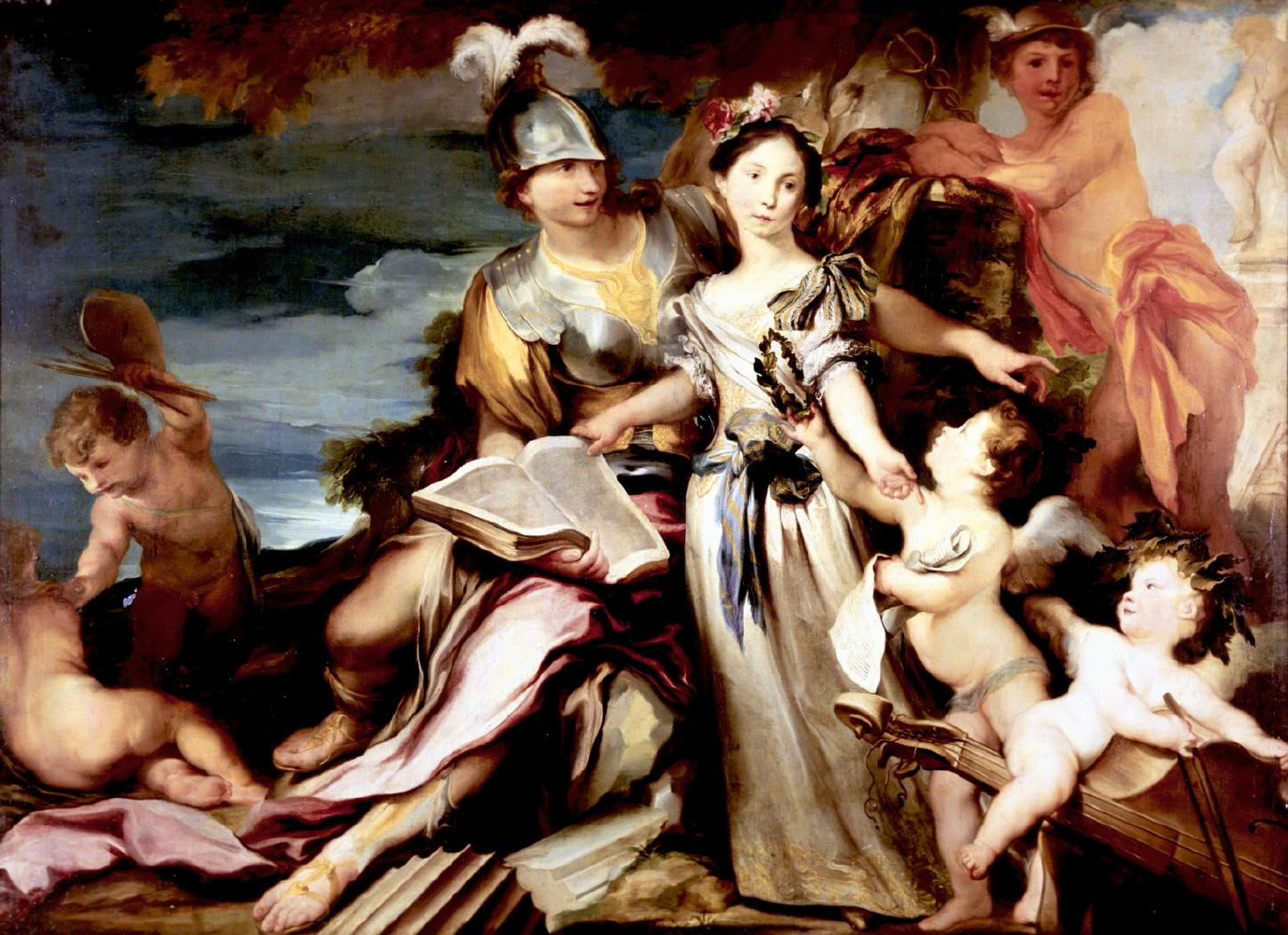
Allegory of the Concord among the Arts
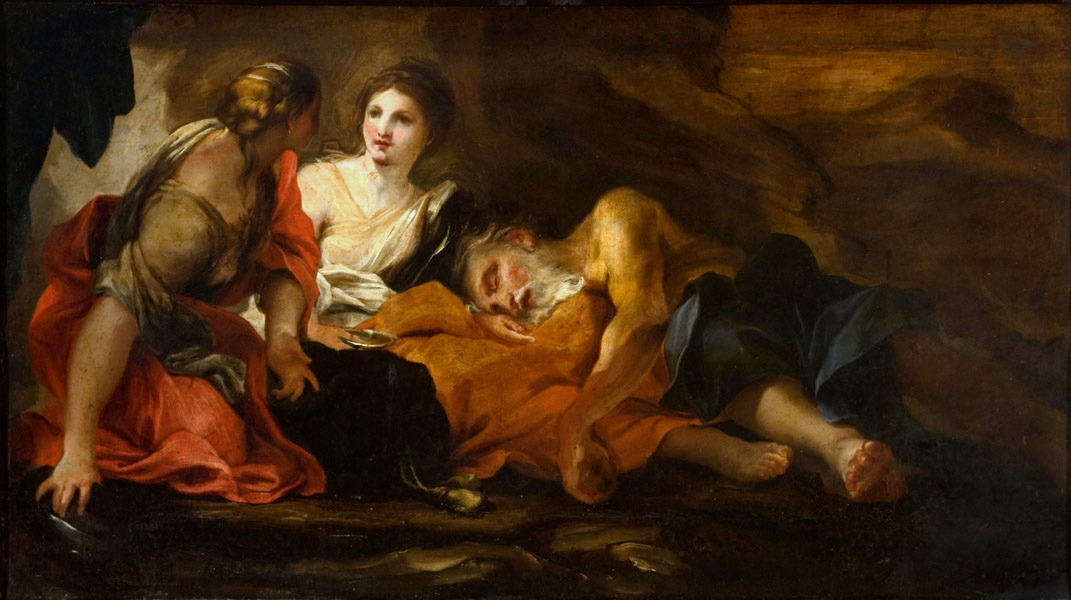
ロトと娘たち ブラジル国立美術館　蔵
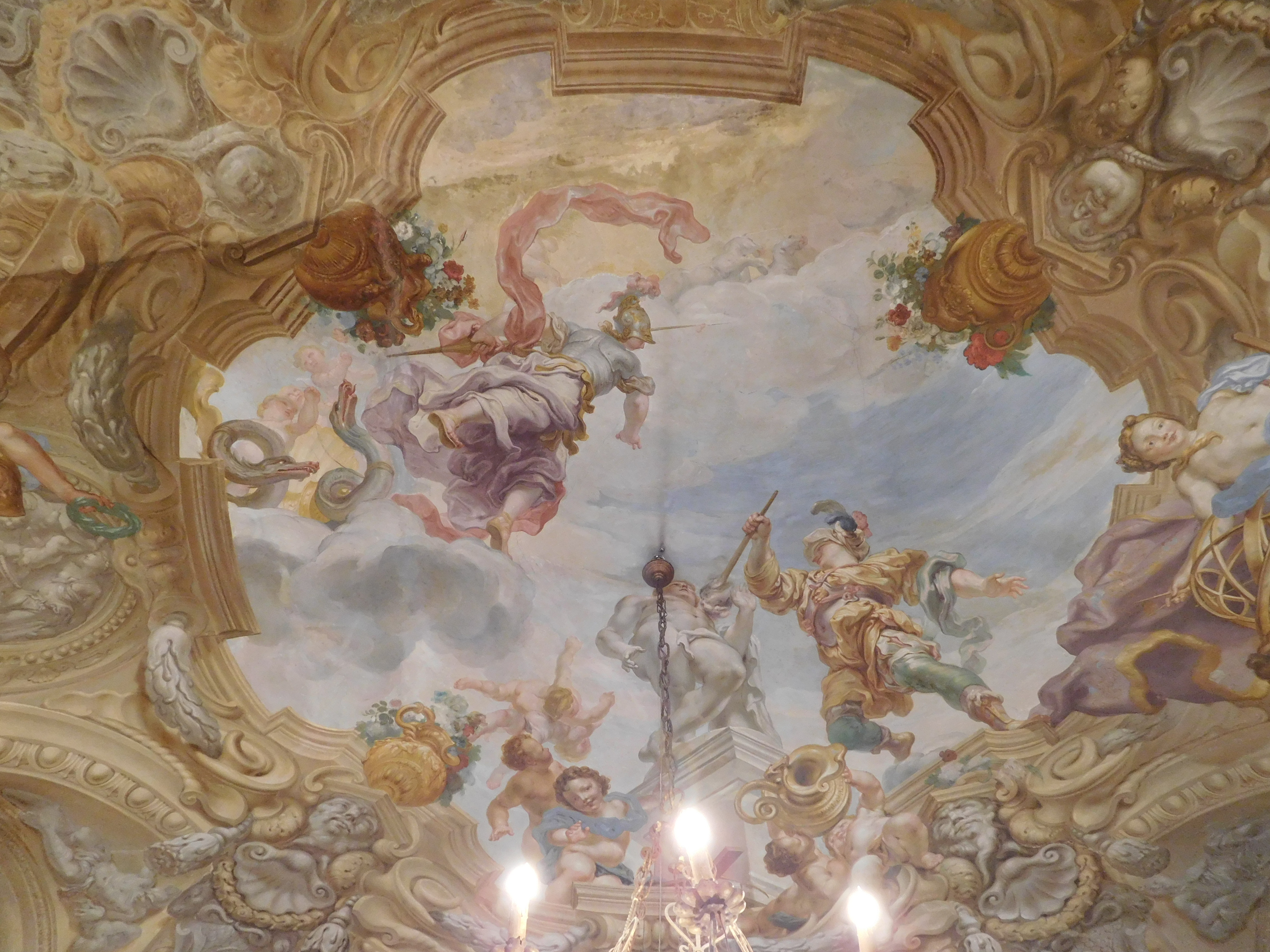
Palazzo Gio Battista Centurioneの装飾画